# The King's Singers
The King's Singers (litt. Les chanteurs du roi) est un ensemble vocal britannique de six chanteurs a cappella. Son nom fait référence au King's College de Cambridge d'où étaient issus les membres fondateurs en 1968.
Il s'agit d'un des groupes vocaux les plus populaires dans le monde.

## Composition
Les six chanteurs qui composent le groupe ont changé au fil des ans. La première équipe stable (à partir de 1969) réunissait :
- Nigel Perrin (contreténor)
- Alastair Hume (contreténor)
- Alastair Thompson (ténor)
- Anthony Holt (baryton)
- Simon Carrington (baryton)
- Brian Kay (basse)

Entièrement renouvelée dans les années 2010, la composition du groupe comprend :
- Patrick Dunachie (contreténor 1 depuis 2017)
- Edward Button (contreténor 2 depuis 2019)
- Julian Gregory (ténor depuis 2014)
- Christopher Bruerton (baryton depuis 2012)
- Nick Ashby (baryton depuis 2019)
- Jonathan Howard (basse depuis 2010)